# گانکوتسو
گانکوتسو (به ژاپنی: 巌窟王 ,Gankutsuō) یک مجموعه تلویزیونی انیمه از محصولات استودیو گونزو است. این مجموعه به تعداد ۲۴ قسمت توسط استودیو گونزو و به کارگردانی ماهیرو مائدا از اکتبر ۲۰۰۴ تا مارس ۲۰۰۵ پخش شد. این مجموعه انیمه به مانگا هم برگردانده شده است که توسط انتشارات کودانشا از مه ۲۰۰۵ تا مه ۲۰۰۸ در ماهنامه افترنون به چاپ می‌رسید.
موضوع این سریال علمی-تخیلی برداشتی آزاد در جهان آینده است از رمان کنت مونت-کریستو، به قلم نویسنده فرانسوی الکساندر دوما. انیمیشن منحصربه‌فرد و سبک داستان‌سرایی این سریال توسط برخی کارشناسان در زمره برترین آثار انیمه در سال ۲۰۰۶-۲۰۰۵ معرفی گردید.